# Opius choristigma
Opius choristigma är en stekelart som beskrevs av Maximilian Spinola 1851. Opius choristigma ingår i släktet Opius och familjen bracksteklar. Inga underarter finns listade i Catalogue of Life.